# Dutra (futebolista)
José Dutra dos Santos ou simplesmente Dutra (Rio de Janeiro, 26 de janeiro de 1948) é um ex-futebolista e ex-treinador de futebol. Seu último time foi o CS Constantine da Algerian Ligue Professionnelle 1, clube do qual renunciou por problemas de saúde

## Carreira
Foi zagueiro, tendo atuado pelo Vasco da Gama no início de sua carreira. Em 1968, participou, como atleta, das Olimpíadas do México. depois atuando pelo Remo, Vitória e retornando ao Remo, onde encerra como futebolista. como treinador, atuou por clubes da África, como: Étoile du Sahel, Al Hilal do Sudão, Wydad Athletic e anteriormente tendo estado no Constantine. Em 1982 foi citado no escândalo da Máfia da Loteria Esportiva.